# Jan Szkodoń

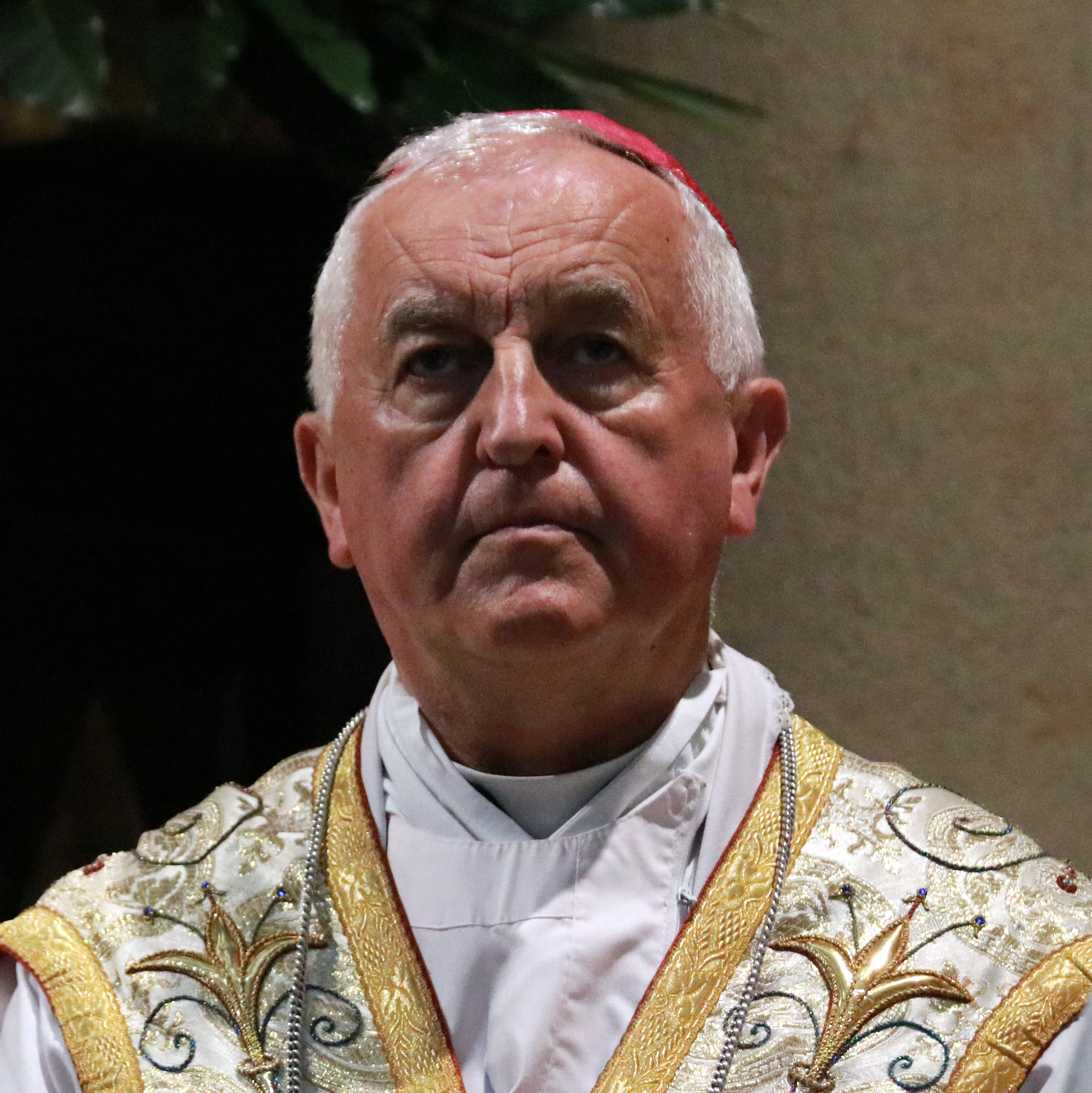
Weihbischof Jan Szkodoń (2018)

Bischofswappen von Weihbischof Jan Szkodoń

Jan Szkodoń (* 19. Dezember 1946 in Chyżne, Polen) ist ein polnischer Geistlicher und emeritierter römisch-katholischer Weihbischof in Krakau.

## Leben

### Kirchenämter
Jan Szkodoń studierte Katholische Theologie und Philosophie am Priesterseminar in Krakau. Er empfing am 22. März 1970 durch den Erzbischof von Krakau Kardinal Karol Wojtyla das Sakrament der Priesterweihe.
Am 14. Mai 1988 ernannte ihn Papst Johannes Paul II. zum Titularbischof von Turrisblanda und bestellte ihn zum Weihbischof in Krakau. Der Erzbischof von Krakau, Franciszek Kardinal Macharski, spendete ihm am 4. Juni desselben Jahres in der Wawel-Kathedrale in Krakau die Bischofsweihe; Mitkonsekratoren waren der Bischof von Tarnów, Jerzy Karol Ablewicz, und der Bischof von Częstochowa, Stanisław Nowak.

### Skandal
2020 berichteten die polnischen Medien über die Strafanzeige einer unter Pseudonym genannten Frau, die Szkodoń beschuldigte, sie in den Jahren 1998 bis 2003 sexuell belästigt zu haben. Beim ersten Mal sei sie 15 Jahre alt gewesen. Er habe ihre streng katholische Familie wiederholt besucht und die Tochter auch zu sich eingeladen. Eines Tages habe er sich in seiner Krakauer Wohnung vor ihr bis auf die Unterwäsche ausgezogen, versucht, sie zu küssen, und ihre Brüste angefasst. Laut ihrem von den Medien zitierten Zeugnis sagte er dazu: „Gott hat dich zu mir geschickt. Durch dich soll ich Zärtlichkeit lernen.“
Vom Gericht zugezogene Gutachter erklärten die Frau für glaubwürdig, doch wurde das Verfahren wegen Verjährung eingestellt. Die Nuntiatur des Vatikans in Warschau teilte 2021 mit, dass eine kirchliche Untersuchung keine Beweise für die Schuld des Weihbischofs ergeben habe; doch habe dieser sich „unbesonnen gegenüber einer Minderjährigen“ verhalten. Im Oktober 2022 wurde bekannt, dass der Krakauer Erzbischof Marek Jędraszewski nach längerem Zögern dennoch eingewilligt habe, der Frau in einem außergerichtlichen Vergleich eine sechsstellige Summe in Zloty als Entschädigung zu zahlen.
Szkodoń war während der Untersuchungen von seinen Aufgaben als Bischof suspendiert. Auch nach dem Ende des kirchlichen Verfahrens nahm er diese nicht wieder auf. Am 10. März 2022 nahm Papst Franziskus seinen Rücktritt an, zur Begründung wurde das Erreichen der Altersgrenze angeführt.